# Смирнов, Иван Васильевич
Ива́н Васи́льевич Смирно́в (12 февраля 1895, Владимирская губерния, Российская империя — 28 октября 1956, Майорка) — российский лётчик-ас Первой мировой войны, одержавший 12 побед. Участник Второй мировой войны в составе Королевских ВВС Нидерландов.

## Биография
Родился 30 января 1895 года недалеко от Владимира в крестьянской семье.

## Первая мировая война
Когда началась Первая мировая война, Иван с двумя приятелями убежал из дома и поступил «охотником» (добровольцем) в Русскую императорскую армию, где был зачислен в октябре 1914 года в 96-й пехотный Омский полк. Служил в команде полковых разведчиков, вскоре он отличился в боях и в ноябре 1914 года в возрасте 19 лет был награждён Георгиевским крестом 4-й степени. При выходе в немецкий тыл 8 декабря 1914 года ранении в ногу у него была повреждена кость, ногу хотели ампутировать, но он отказался и был помещён в госпиталь, расположенный рядом с аэродромом.
После лечения он подал рапорт о переводе в авиацию и был направлен на Теоретический авиационные курсы при Петроградском политехническом институте (ЦГИА СПб, ф. 478, оп. 7, д. 5, л. 103), после окончания которых, в августе 1915 года был зачислен в Севастопольскую военную авиационную школу. В октябре был переведён в Школу авиации военного времени Императорского Московского воздуха воздухоплавания. В августе 1916 года выдержал экзамен на звание лётчика и был зачислен в 19-й корпусной авиаотряд, в которой воевал под командованием другого знаменитого русского аса — штабс-капитана Александра Казакова. В сентябре 1916 года переведён в созданную под командой А. Казакова 1-ю боевую авиационную группу, тогда же был произведён в старшие унтер-офицеры.
За год пребывания на фронте в качестве лётчика-истребителя сбил 12 самолётов. Из них 9 побед (3 личных и 6 групповых) являются подтверждёнными. Сам не был сбит ни разу. Произведён в прапорщики приказом по армиям Юго-Западного фронта от 30 апреля 1917 года. Удостоен ордена Св. Георгия 4-й степени
За то, что 11 сентября 1917 года, поднявшись на самолете истребителе для преследования неприятельского самолета нагнал его в районе м. Балин и после лихого боя сбил его пулеметным огнем. Германский самолет опустился в нашем распоряжении и захвачен в целом виде. Неприятельский пилот и смертельно раненый наблюдатель взяты в плен.

## Эмиграция
Когда после октябрьского переворота 1917-го года на фронте возобновились стихийные расправы солдат с офицерами, прапорщик Смирнов был предупреждён своим механиком об убийстве офицеров и бежал 14 декабря 1917 года. Сумел добраться до Англии, где был зачислен инструктором в авиационную школу. После окончания войны школа была закрыта.
Во время гражданской войны служил военным представителем Вооружённых сил юга России под командованием А. И. Деникина во Франции. По воспоминаниям Смирнова, он, сопровождая делегацию союзников, в 1919 году приезжал в Новороссийск. После поражения Белого движения жил в Англии и Франции, где одно время был шеф-пилотом при Российском представительстве в Париже. В Англии работал на авиационном заводе фирмы «Handley Page» в Крононе.
С 1922 года обосновался в Нидерландах, работал лётчиком частной бельгийской авиакомпании SNEYA, затем стал пилотом голландской авиакомпании «Королевские Голландские авиалинии». В 1925 году женился на датской актрисе Марго Линнет. В 1927 году стал подданным Нидерландов.
В 1940 году, в связи с начавшейся Второй мировой войной, Смирнов переезжает в Батавию. После атаки на Перл-Харбор и начала войны на Тихом океане, в начале 1942 году Смирнов вступает в голландские военно-воздушные силы, был зачислен в чине капитана в 8-й армейский воздушный корпус в Нидерландской Восточной Индии. В условиях японского вторжения в Ост-Индию его главной задачей становится эвакуация гражданского населения в Австралию. Позднее служил в американской военно-транспортной авиагруппе в Брисбене (Австралия).
После окончания войны вернулся на работу в «Королевские Голландские авиалинии». После смерти первой супруги женился в 1948 году во второй раз на американке Мине Рэдвуд. Активно летал до ухода на пенсию в 1949 году, затем был главным консультантов в этой авиакомпании.
Умер в католической клинике на испанском острове Майорка. Там он и был похоронен, но позднее (20.11.1959) его прах был перезахоронен в Хеемстеде (около 40 км от Амстердама) рядом с могилой жены.

## Алмазный «Дуглас»
2 марта 1942 года, незадолго до захвата Батавии японцами, Смирнов вылетел в 1:15 ночи на транспортном DC-3 (бортовой номер PK-AFV KNILM «Pelikaan») с беженцами в Австралию.
На подлёте к аэропорту Брум, около 10 утра по местному времени, его самолёт был атакован тремя японскими истребителями A6M2 «Зеро» из 3-го Кёкутай под командованием будущего аса Зендзиро Мияно.
Истребители заметили «Дуглас» как раз в тот момент, когда ударная группа после штурмовки Брума возвращалась на Тимор.
Смирнов мастерски пилотировал «Pelikaan», уворачиваясь от атак, насколько это было возможно на транспортном самолёте, но несколько пассажиров и сам пилот были ранены, а самолёт подожжён.
Несмотря на это, Смирнов сумел долететь до берега и посадить повреждённый «Дуглас» на небольшой пляж, направив самолёт в сторону океана, так, чтобы пробег закончился в полосе прибоя. Его расчёты полностью оправдались, и волны захлестнули пылающий двигатель. Пожар прекратился.
Спустя год после этого происшествия, другой пассажир, голландский пилот лейтенант Питер Эйдриен Крэмерус так описал происходившее в тот день репортёру одной из американских газет:
- В Бандунге мне приказали поступить в лётную школу в Австралии, куда я должен был отправиться следующим самолетом. Это был DC-3, капитаном которого был Иван «Турок» Смирнофф, урожденный русский, натурализованный голландский гражданин. После того как на рассвете мы добрались до Австралии, нас атаковали три японских истребителя, возвращающиеся после налёта на Брум. Смирнофф показал наверное наивысшее лётное мастерство во всём мире, когда спиралью уходил от японских атак и совершал аварийную посадку на берегу.
После этого японские истребители обстреляли спасшихся на земле, и ранили механика-стажёра.
Позже спасшихся обнаружили экипажи трёх японских четырехмоторных летающих лодок Каваниси H6K «Мэйвис», патрулируя побережье Австралии, и сбросили две шестидесятикилограммовые бомбы, но промахнулись. На обратном они с тем же успехом повторили атаку.
До прихода помощи, из ближайшей христианской мисии в Биглз Бэй, умерли трое раненных пассажиров и механик.
Но эта история так бы и осталась одной из множества авиакатастроф, если бы перед вылетом из аэропорта Андир в Бандунге, Смирнову начальник аэропорта Ханс Виссе не вручил завёрнутую в обёрточную бумагу и опечатаную во многих местах коробку размером с ящичек из-под сигар. Коробка предназначалась представителю Объединённого Австралийского банка, но была утеряна после аварийной посадки. Как оказалось, в ней находились алмазы на общую сумму триста тысяч фунтов стерлингов.
Часть алмазов была потом обнаружена у разных людей — у бродяги-моряка Джека Пэлмера, у китайского торговца, другие у аборигенов, несколько были обнаружены в спичечном коробке у пассажиров поезда, ещё несколько были найдены уже после войны в развилке дерева, а ещё сколько-то в камине дома в Бруме. Удалось вернуть всего двадцать камней на общую сумму приблизительно сорок семь тысяч фунтов стерлингов. Это означает, что алмазы, стоимостью ещё двести пятьдесят тысяч фунтов, до сих пор где-то ждут того, кто их обнаружит.
А маленькая бухточка, на пляж которой утром 2-го марта 1942 года совершил аварийную посадку «Дуглас», теперь носит название «Смирнофф Бэй».

## Награды
- Полный кавалер Георгиевского креста (1 ст. — 24.12.1917, 2-я ст. — 24.12.1917[2], 3-я ст. —26.05.1917, 4-я ст. — 13.11.1914)
- Орден Святого Георгия 4-й степени (Приказ по 7-й армии № 1765 от 31.10.1917)
- Орден Святой Анны 4-й и 3-й степени
- Орден Святого Станислава 3-й степени с мечами и бантом
- Орден Оранье-Нассау (Нидерланды) степени рыцаря
- Орден Белого орла (Сербия)
- Военный крест (Франция)
- Крест Авиатора (Нидерланды)